# Rang-du-Fliers
Rang-du-Fliers è un comune francese di 4 190 abitanti situato nel dipartimento del Passo di Calais nella regione dell'Alta Francia.

## Società

### Evoluzione demografica
Abitanti censiti